# Elefant (Faraó)
Elefant (potser llegit com a Pen-Abu; fl. c. 3100 aC ) és el nom provisional d'un governant predinàstic a Egipte. Com que les inscripcions gravades a la roca i ivori que mostren el seu nom estan dibuixades de manera descuidada o no tenen cap escut reial, la lectura i, per tant, tota l'existència del faraó “Elefant” és molt controvertida.

## Identitat
La proposta sobre l'existència del governant Elefant es basa en els assajos de Günter Dreyer i Ludwig David Morenz. Aquests investigadors creuen que Elefant era un governant local que controlava la regió de Qustul. Segons Dreyer, el nom d'Elefant apareix en inscripcions rupestres incises a Qustul i Gebel Sheikh-Suleiman, on els jeroglífics es troben dins d'un serekh reial. En unes peces d'ivori trobades a Abidos, l'Elefant apareix sense cap altra cresta reial. Dreyer hi veu un seient de tron en forma de cub i un elefant caminant a sota i llegeix Pen-Abu (“El Gran des del seient (del tron)”). Morenz està d'acord en aquesta hipòtesi, però dubta sobre la lectura del nom. Prefereix utilitzar el nom provisional neutre "Rei Elefant". Alternativament, proposa un rinoceront com a animal reial. Morenz assenyala que es va convertir en una moda notable durant l'època de Naqada III triar animals perillosos i imprevisibles (com ara lleons, cocodrils, elefants i rinoceronts) per construir noms reials.
Altres egiptòlegs, com ara Peter Kaplony i Toby Wilkinson, no n'estan tan segurs i proposen lectures diferents. Mentre que Wilkinson hi veu un seient de tron i el jeroglífic de "frontera", Kaplony hi veu un seient i un suport ple de gerres de vi, el signe de "lloat". Kaplony també esmenta que el nom d'un cert palatinat de la primera dinastia anomenat Hor-Sekhentydjw també s'escrivia amb el símbol de la gerra de vi. Creu que el nom del palatinat es va crear a partir del nom del rei Elefant.

## Regnat
Eelefant podria haver governat durant els primers temps de l'època Naqada III. La seva tomba és desconeguda.